# Juan Manuel Álvarez (futbolista nacido en 1948)
Juan Manuel Álvarez Álvarez (Ciudad de México, 12 de abril de 1948 - 2 de julio de 2025) fue un futbolista y entrenador mexicano. Defensa central, jugó profesionalmente en la Primera División de México de 1972 a 1985 con Atlético Español y Tecos UAG. También compitió en el torneo masculino de los Juegos Olímpicos de Múnich 1972. Después de su carrera como jugador, trabajó como entrenador, desempeñando ese papel con Tecos UAG,Correcaminos UAT, Celaya, Toluca, Veracruz, Ángeles de Puebla, Halcones de Querétaro y Deportivo Saprissa. Mientras estuvo en el Celaya, los llevó a un segundo lugar en la Primera División en 1995-96.

## Trayectoria

### Como jugador
Nacido el 12 de abril de 1948 en la Ciudad de México, fue un destacado defensa central. Jugó a nivel amateur para el club Celta FC antes de llegar a las filas profesionales en 1972 con el equipo local Atlético Español en la Primera División de México (ahora Liga MX). Jugó con el Atlético Español de 1972 a 1977 antes de pasar el resto de su carrera con Tecos UAG, donde jugó de 1977 a 1985. En 1975, mientras estaba en el Atlético Español, el club ganó la Copa de Campeones de la Concacaf 1975. A lo largo de ocho temporadas en Tecos UAG, Álvarez jugó 195 partidos y anotó 11 goles, con un récord personal de seis goles durante la temporada 1977-78, su primera con ellos. En 1980-81, les ayudó a terminar primeros en la clasificación de la liga.
Apodado «El Capi», Álvarez también jugó con la selección nacional. Participó en los Juegos Olímpicos de Múnich 1972, donde ayudó a la selección mexicana a alcanzar el séptimo puesto. Fue convocado a la selección de fútbol de México en 1973 y participó en un partido; ocho años después, recibió otra convocatoria y disputó cinco encuentros.

### Como entrenador
Tras retirarse como jugador, Álvarez se dedicó a la dirección técnica en 1988, convirtiéndose en entrenador de Correcaminos UAT. Dirigió a Tecos UAG de 1989 a 1990 y a Atlético Cuernavaca de 1993 a 1994. En 1994, se convirtió en entrenador de Celaya, entonces en la segunda división mexicana. Los llevó al título de la Primera División A de México en 1994-95, logrando así el ascenso a la primera división. Luego armó un equipo que incluía a los jugadores Emilio Butragueño y Hugo Sánchez y los llevó a una de sus mejores temporadas en 1995-96. Llegaron a la final del torneo de liga, pero perdieron ante el Club Necaxa por la regla del gol de visitante. Posteriormente, la afición del equipo llamó a Álvarez con el apodo de «rey sin corona».
Después de su paso por Celaya, Álvarez dirigió a Toluca de 1996 a 1997, a Veracruz en 1998, a Ángeles de Puebla de 1999 a 2000 y a Halcones de Querétaro de 2000 a 2001. Después trabajó como asistente con Jaguares F. C. de 2003 a 2004 y con Pachuca en 2005 antes de regresar a Jaguares de 2005 a 2006. Asistió a Tigres de la UANL en 2006, a Club Necaxa en 2007 y a Tecos UAG en 2008. De 2009 a 2010, se desempeñó como vicepresidente de Jaguares y concluyó su carrera como entrenador del Deportivo Saprissa en Costa Rica de 2010 a 2011.

## Fallecimiento
Falleció el 2 de julio de 2025, a la edad de 77 años.

## Selección nacional
Comenzó en la selección nacional con el equipo olímpico de México, que representó en los Juegos Olímpicos de 1972 en Múnich. Debutó con la selección absoluta el 8 de agosto de 1973 en un amistoso contra Polonia, que perdió 2-1.

### Participaciones en Juegos Olímpicos
| Torneo                   | Sede   | Resultado    |
| ------------------------ | ------ | ------------ |
| Juegos Olímpicos de 1972 | Múnich | Segunda fase |

## Clubes como entrenador
| Club                                  | País       | Año       |
| ------------------------------------- | ---------- | --------- |
| Correcaminos de la UAT                | México     | 1988      |
| Tecos de la UAG                       | México     | 1989-1990 |
| Atlético Cuernavaca                   | México     | 1993-1994 |
| Atlético Celaya                       | México     | 1994-1996 |
| Toluca                                | México     | 1996-1997 |
| Veracruz                              | México     | 1998      |
| Ángeles de Puebla                     | México     | 1999-2000 |
| Halcones de Querétaro                 | México     | 2000-2001 |
| Jaguares (asistente)                  | México     | 2003-2004 |
| Pachuca (asistente)                   | México     | 2005      |
| Jaguares (asistente)                  | México     | 2005-2006 |
| Tigres de la UANL (asistente)         | México     | 2006      |
| Necaxa (asistente)                    | México     | 2007      |
| Tecos de la UAG (asistente)           | México     | 2008      |
| Jaguares (asistente y vicepresidente) | México     | 2008-2010 |
| Saprissa                              | Costa Rica | 2010-2011 |

## Palmarés

### Como jugador
| Título                           | Equipo (*)       | País    | Año  |
| -------------------------------- | ---------------- | ------- | ---- |
| Preolímpico de Concacaf          | México amateur   | Varias  | 1972 |
| Copa de Campeones de la Concacaf | Atlético Español | Surinam | 1975 |

(*) Incluyendo la selección.

### Como entrenador
| Título               | Equipo          | País   | Año     |
| -------------------- | --------------- | ------ | ------- |
| Primera división 'A' | Atlético Celaya | México | 1994-95 |